# Chistoe, ozero (sjö i Antarktis, lat -67,67, long 45,88)
Chistoe, ozero är en sjö i Antarktis. Den ligger i Östantarktis. Australien gör anspråk på området. Chistoe, ozero ligger 35 meter över havet.